# Dolena
Dolena – wieś w Słowenii, w gminie Videm. W 2018 roku liczyła 164 mieszkańców.